# Brixia Tour 2003
Il Brixia Tour 2003, terza edizione della corsa, si svolse in tre tappe dal 25 al 27 luglio 2003, per un percorso totale di 481,6 km. Ad imporsi fu lo sloveno Martin Derganc, che terminò la gara in 12h22'06".

## Tappe
| Tappa  | Data      | Percorso                                   | km    | Vincitore di tappa | Leader cl. generale |
| ------ | --------- | ------------------------------------------ | ----- | ------------------ | ------------------- |
| 1ª     | 25 luglio | Bassano Bresciano > Manerbio               | 172,4 | Ivan Quaranta      | Ivan Quaranta       |
| 2ª     | 26 luglio | Darfo Boario Terme > Saviore dell'Adamello | 151,8 | Martin Derganc     | Martin Derganc      |
| 3ª     | 27 luglio | Molinetto di Mazzano > Concesio            | 157,4 | Ruslan Ivanov      | Martin Derganc      |
| Totale | Totale    | Totale                                     | 481,6 |                    |                     |

## Dettagli delle tappe

### 1ª tappa
- 25 luglio: Bassano Bresciano > Manerbio – 172,4 km

Risultati
| Pos. | Corridore          | Squadra     | Tempo    |
| ---- | ------------------ | ----------- | -------- |
| 1    | Ivan Quaranta      | Saeco       | 3h58'28" |
| 2    | Daniele Bennati    | Domina Vac. | s.t.     |
| 3    | Luciano Pagliarini | Lampre      | s.t.     |

| Pos. | Corridore          | Squadra     | Tempo    |
| ---- | ------------------ | ----------- | -------- |
| 1    | Ivan Quaranta      | Saeco       | 3h58'28" |
| 2    | Daniele Bennati    | Domina Vac. | s.t.     |
| 3    | Luciano Pagliarini | Lampre      | s.t.     |

### 2ª tappa
- 26 luglio: Darfo Boario Terme > Saviore dell'Adamello – 151,8 km

Risultati
| Pos. | Corridore            | Squadra     | Tempo    |
| ---- | -------------------- | ----------- | -------- |
| 1    | Martin Derganc       | Domina Vac. | 4h06'14" |
| 2    | Francesco Casagrande | Lampre      | a 14"    |
| 3    | Mirko Celestino      | Saeco       | a 1'24"  |

| Pos. | Corridore            | Squadra     | Tempo   |
| ---- | -------------------- | ----------- | ------- |
| 1    | Martin Derganc       | Domina Vac. | ?       |
| 2    | Francesco Casagrande | Lampre      | a 13"   |
| 3    | Mirko Celestino      | Saeco       | a 1'24" |

### 3ª tappa
- 27 luglio: Molinetto di Mazzano > Concesio – 157,4 km

Risultati
| Pos. | Corridore            | Squadra | Tempo    |
| ---- | -------------------- | ------- | -------- |
| 1    | Ruslan Ivanov        | Alessio | 4h17'13" |
| 2    | Igor Astarloa        | Saeco   | s.t.     |
| 3    | Francesco Casagrande | Lampre  | a 1"     |

## Classifiche finali

### Classifica generale - Maglia azzurra
| Pos. | Corridore            | Squadra        | Tempo     |
| ---- | -------------------- | -------------- | --------- |
| 1    | Martin Derganc       | Domina Vac.    | 12h22'02" |
| 2    | Francesco Casagrande | Lampre         | a 7"      |
| 3    | Mirko Celestino      | Saeco          | a 1'24"   |
| 4    | Damiano Cunego       | Saeco          | a 1'31"   |
| 5    | Andrea Masciarelli   | Vini Caldirola | a 1'35"   |